# Langskip
Langskip — в переводе с древнескандинавского, и с большинства современных скандинавских языков, «длинный корабль». Слово использовали для обозначения боевого корабля с веслами по всему борту, без уточнения размера. В эту категорию попадали «снеки» (в принятой сегодня терминологии — «снеккар») и «драки» (соответственно, — «драккар»). Хотя langskip сегодня принято относить к военным кораблям, их применение было универсальным. Викинги на них как занимались торговлей, так и воевали.
Размер подобных кораблей определяли числом мест для гребцов или весел на каждый борт. Такое место называли «рум». Считается, что langskip, имеющий менее 12 «румов» таковым не является, что можно легко понять. В серьёзном походе, особенно в условиях шхер, ему не справиться с течениями. Для сколько-нибудь дальнего или успешного военного похода требовалось хотя бы две смены гребцов. Все они входили в «хирд» — были членами воинского братства или дружины. Таким образом, минимальная величина «хирда» составляет около 50 человек: два борта, две смены гребцов, два кормчих. Величина langskip могла достигать 35 румов, что подразумевает команду из полутора сотен профессиональных воинов, состоящих в братстве хирда. И это, по имеющимся данным, верхний предел для корабля викингов.

## Конструкция
Первые имели более узкие и вытянутые в длину обводы и весла по всему борту. Вторые были вместительнее, весел имели минимум, но позволяли обходиться малой командой, в то время как langskip требовал для управления множества людей. Но и в исследованиях новых земель он был намного надежнее. Достаточно долго бытовала уверенность, что боевые корабли строили из дуба. Она основывалась на том, что первые корабли викингов (гокстатдский корабль, осебергский корабль), найденные археологами, имели максимум дубовых деталей. Однако при этом упускали из виду, что оба корабля были похоронными. И никто из живущих не знает, как течет время в царстве мертвых. А значит, корабль для Последнего Путешествия должен быть предельно долговечен. Дуб же под действием влаги становится «мореным» и способен оставаться целым многие века.
Строительство корабля в любом случае было строго регламентированным ритуалом. Но для langskip он был гораздо суровее. Дерево выбиралось в соответствии с ним, а при рубке строго следили, например, чтобы оно не упало на север. Соблюдалось и множество иных нюансов. Сегодня большинство реконструкторов и ряд историков считают, что основным материалом для «настоящих кораблей» был ясень. Хотя применялось и дерево множества иных пород. Для шпангоутов и прочих подобных деталей использовали естественный изгиб дерева: сучья, корни. 
Для обшивки дерево раскалывали клиньями на доски сразу, не выдерживая для сушки. В качестве крепежа в зависимости от места постройки и традиций могли использоваться металлические или деревянные заклепки. «Вязки» деталей выполняли из ивы или еловых корней подобно тому, как плетут корзины.
Считалось, что совершенно необходимым и достаточным инструментом для постройки является плотницкий топор. Действительно, всякий толковый мореход разбирался в конструкции кораблей и мог, пусть и за долгое время, но построить с помощью одного только этого инструмента корабль в одиночку. И это было хорошо известно древним кораблестроителям, однако обычно работали они артельно. И топоры использовали разные, да и одними ими не ограничивались. Набор инструмента по сути мало отличался от современного столярного и плотницкого, хотя исполнение было иным. Примечательный факт: пилы были хорошо известны, но для строительства кораблей, как и домов, не использовались: пила рвет волокна дерева как придётся, а топор и клин работают только вдоль волокон.
Принципиальное отличие langskip — продольная гибкость. В отличие от knorr, который мог иметь  жесткий корпус. Считалось, что корабль должен «перетекать» по волнам. Это подчеркивают и названия типов langskip: Sneka (змея) и Draka (дракон). Корабль строился так, чтобы его трюмы даже не «вентилировались», а хорошо продувались. Поэтому гниль им не грозила.
Особого внимания заслуживает парус. Сегодня общепринятое мнение сходится на том, что его шили из шерсти. Но можно встретить и мнение, что он мог быть льняным. «Эдды» прямо говорят, что норманны при возможности не брезговали и шёлком.
Мачта была съемной, что жестко регламентировало её длину. Даже для самых больших «35-румных» кораблей она не могла быть длиннее 15-16 м. Соответственно, главным мерилом мореходного мастерства становилась ширина прямоугольного паруса. При этом она сама по себе становилась мерилом мастерства морехода. Слабый кормчий при первом же шторме просто погибал при излишней ширине паруса.